# Vörösfejű rigó
A vörösfejű rigó vagy barnafejű rigó (Turdus chrysolaus) a madarak osztályának verébalakúak (Passeriformes) rendjébe és a rigófélék (Turdidae) családjába tartozó faj.

## Rendszerezése
A fajt Coenraad Jacob Temminck holland ornitológus írta le 1831-ben.

## Előfordulása
Délkelet- és Kelet-Ázsiában, Dél-Korea, Észak-Korea, a Fülöp-szigetek, Kína, Japán, Oroszország és Tajvan területén honos. Költési időben csak a Szahalin szigeten és a Kuril-szigeteken fordul elő, telelni a Rjúkjú-szigetek, Tajvan, Hajnan és a Fülöp-szigetek területén szokott. 
A Koreai-félszigeten csak kóborló.
Természetes élőhelyei a szubtrópusi és trópusi lombhullató erdők, mérsékelt övi erdők és cserjések, valamint ültetvények és vidéki kertek. Vonuló faj.

## Megjelenése
Testhossza 24 centiméter, testtömege 64-74 gramm.
|  |

## Életmódja
Főleg rovarokkal táplálkozik.

## Természetvédelmi helyzete
Az elterjedési területe rendkívül nagy, egyedszáma viszont ismeretlen. A Természetvédelmi Világszövetség Vörös listáján nem fenyegetett fajként szerepel.